# (101429) 1998 VF31
Az (101429) 1998 VF31 egy kisbolygó a Mars trójai csoportjában. A LINEAR program keretein belül fedezték fel 1998. november 13-án.